# 李济生
李济生（1943年5月31日—2019年7月28日），山南济南人，中国人造卫星轨道动力学和卫星测控专家。

## 生平
1943年生于山东济南。1966年毕业于南京大学天文学系。历任西安卫星测控中心技术部总工程师、研究员。1997年当选为中国科学院院士。2008年，当选第十一届全国政协委员，代表科学技术界，分入第二十九组。并担任教科文卫体委员会专委。
李济生利用计算机并联及软件修改，仅用4台几十万次的晶体管计算机便完成了百万次高性能计算机的任务，成功完成中国首枚地球同步通信卫星东方红二号的定位监测。
2019年7月28日因病于北京逝世，享年76岁。